# フォルカー・フォン・アルツァイ
フォルカー・フォン・アルツァイ（Volker von Alzey）は、『ニーベルンゲンの歌』に登場するブルグントの勇士。中世ドイツ語の発音ではフォルケール。アルツァイの出身で、勇敢な戦士であると同時にヴァイオリン弾きであるためしばしば楽人と呼ばれる。

## 概要

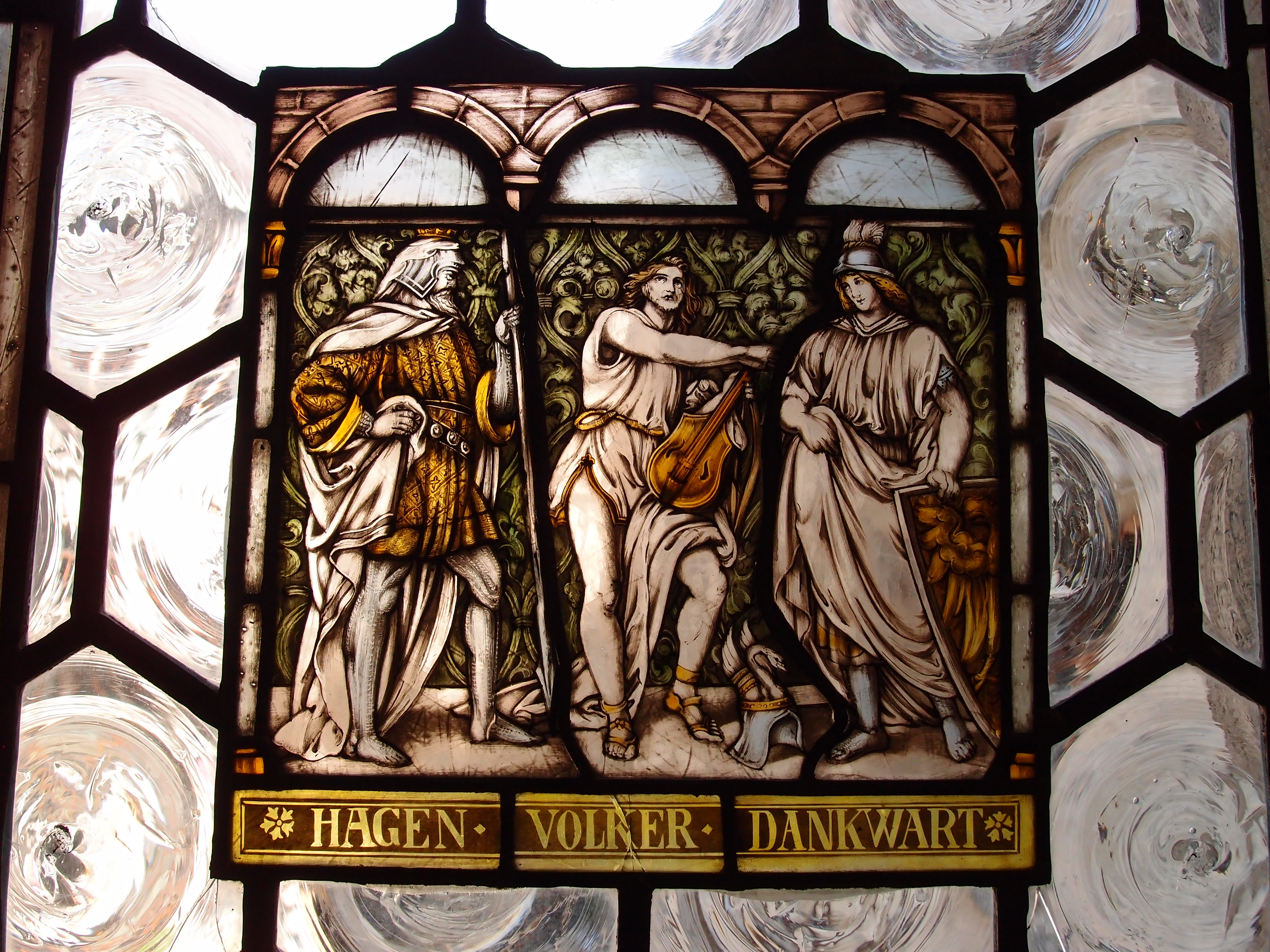
ミュンヘン市庁舎のガラス窓に映る肖像。左からハーゲン、フォルカー、ダンクヴァルト

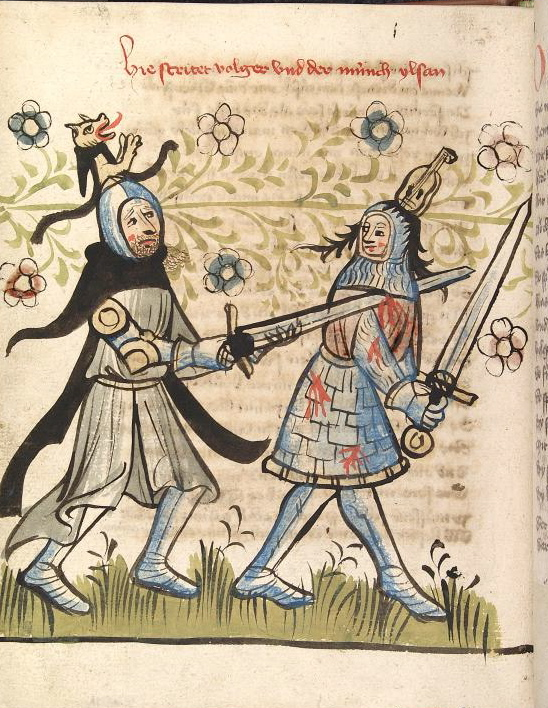
イルサン（左）フォルカー (右) の決闘. ヴォルムスの薔薇園

### 前編

アルツァイ市の紋章。下部のフィドルは一説にはフォルカーの楽器を示す

ほとんど出番はなく、ザクセンの君主リウデガーとデンマーク王リウデガストの連合軍が、ブルグント国に攻め寄せてきた際に登場する。ジークフリートの推薦で「旗手」として軍の先頭に立ったことと、（ハーゲンらと同等に）勇敢に敵と戦ったことが語られる。

### 後編
前編とは打って変わって、ハーゲンが最も頼りとする戦友として活躍する。
クリームヒルトがフン国へ嫁ぐ際に主馬頭として宿舎の世話を行い、フェリング（ウルムとレーゲンスブルクの間にあるドナウ河畔の町）まで見送ると他の者と同様に引き返した。
その後、クリームヒルトの策謀でグンター王らがフン国へ招かれることになると、30人の家来を連れて参上した。またフン国の使者たちが王妃ブリュンヒルトに面会を求めると、王妃のために気をまわし体調を理由に断った。
出発した一行がメーリング付近でドナウ河を渡った後は、その土地に詳しいということで案内役を行い、その後ベヒェラーレン（今日オーストリアのペヒラルン）で辺境伯リューディガーの歓待を受けた。フォルカーは自分の気持ちを巧みに語る人物で、「もし領主の身であったなら貴方の息女を妻としたいものだ」といった発言が発端で、王弟ギーゼルヘアとリューディガーの娘とが婚約することとなった。また出発するときに辺境伯夫人に美しい曲と自作の歌を披露すると、返礼に6つの腕輪を贈られた。
フン国に到着した際にはハーゲンと共に行動している。
二人で王妃の広間の前に腰を下ろした時は、クリームヒルトが300人の勇士たちと共に近づいてくると、ハーゲンに警告し、また戦いとなれば「命ある限り加勢する」と誓った。そして、クリームヒルトとハーゲンが言い争い、戦いになりかけたが、フン国の勇士たちは二人の佇まいに気後れして去ってしまった。
その後、グンター王一行はエッツェル王の歓待を受け、夕方に休もうとすると再びフン国の勇士らが集まってきた。フォルカーが「わしは誰に対しても手痛いヴァイオリン（剣）の一撃を与える。そなた等に親しい者がいれば嘆くことになろう。なぜ道を開けないのか？」と威圧し、ハーゲンからも「戦うなら堂々と朝にやってこい」と言われ彼らは解散していった。ギーゼルヘアが襲撃を心配するとハーゲンと共に寝ずの番に立ち、ハーゲンからは「どんな苦境でも、そなた一人いれば他に要らない。」と感謝された。またヴァイオリンを奏でて一同がよく眠れるように不安を取り除いた。その後、再度クリームヒルトから勇士が送られてきたが、二人の姿を確認すると引き返していった。彼らの元に向かおうとするフォルカーはハーゲンに止められると、大声で臆病と卑劣さを罵るだけに終わった。
その翌日、クリームヒルトがフン国の王弟ブレーデリーンを唆してハーゲンの弟ダンクヴァルトと戦闘になると、客殿の中でブルグント勢とフン国との全面的な戦闘が始まった。フォルカーもハーゲンに続いて参戦し、客殿の入り口を塞いでいたダンクヴァルトが苦戦するとこれを助成した。ここでのフォルカーの戦いぶりは「彼の演奏（剣）は赤く染まっている」「彼の歌は兜や楯をも貫いて響き渡る」などしばしば音楽に例えられ、他の勇士とは異彩を放っている。
フン国側の勇士たちが次々に討たれ、辺境伯リューディガーも王弟ゲールノートと相打ちとなると、客将のヒルデブラント（ベルンのディートリヒ配下）が辺境伯の遺体を渡すよう願い出てきた。しかし、フォルカーが彼の甥ヴォルフハルトを挑発したため両軍戦闘となり、乱戦の中ディートリヒの甥ジーゲスタップを討ち取ったが、最期はヒルデブラントによって仇を討たれたのだった。

### モデルの人物
『ニーベルンゲンの歌』の主要な登場人物にはそれぞれモデルが存在するが（ジークフリート≒シグルズ、グンター≒グンダハールなど）、フォルカーにはそれがなく『歌』が初出である。この理由として研究者の中には『歌』の詩人（作者）に最も近い存在だとする者もいる。また後編の節でたびたび褒め称えられており、「詩人も彼に自己投影するような文武両道の騎士であった」と『歌』の訳者の石川栄作も推定している。 